# سلسی
latitudeسلسیlongitudeسلسی
سلسی (به انگلیسی: Selsey) یک منطقهٔ مسکونی در انگلستان است که در جنوب شرقی انگلستان واقع شده‌است.

## خصوصیات
سلسی ۱۲٫۲۸ کیلومترمربع مساحت و ۹٬۸۷۵ نفر جمعیت دارد.